# Ludwig Christian Knorr von Rosenroth
Ludwig Christian Knorr von Rosenroth (* 11. Juni 1786 in Friedberg; † 12. April 1846 in Gießen) war ein deutscher Landrat. 

## Leben
Ludwig Christian Knorr von Rosenroth wurde als Sohn des Hofrats Philipp Gottfried Knorr (1742–1820) und dessen Ehefrau Anna Katharina Runkel (1748–1829) geboren. Er wurde Vater von Anna Katharina Eva Margarethe Knorr von Rosenroth (1824–1879), die Heinrich Christoph Knorr von Rosenroth heiratete, der wiederum Kreisrat des Kreises Lauterbach wurde.
Ludwig Christian Knorr von Rosenroth studierte Rechtswissenschaft an der Universität Gießen und war von 1816 an als solmsischer Justizamtmann tätig. 1834 wurde er zum Landrat in Hungen ernannt und blieb dort bis 1837, als er von Bernhard Schenck zu Schweinsberg abgelöst wurde.